# GX Airlines
Guangxi Beibu Gulf Airlines (Hãng hàng không Vịnh Bắc Bộ Quảng Tây), hay đơn giản GX Airlines, là một hãng hàng không Trung Quốc có trụ sở tại sân bay quốc tế Ngô Vu Nam Ninh. Đây là liên doanh giữa Tianjin Airlines (Hãng hàng không Thiên Tân) và Tập đoàn đầu tư Vịnh Tây Bắc Beibu. GX Airlines bắt đầu hoạt động vào ngày 13 tháng 2 năm 2015 là một trong những hãng hàng không đầu tiên có trụ sở tại Quảng Tây.
Hãng đã thực hiện chuyến bay đầu tiên vào ngày 13 tháng 2 cùng năm, giữa căn cứ của Nam Ninh và Hải Khẩu, tỉnh Hải Nam.
Vào tháng 11 năm 2015, GX Airlines đã giới thiệu các phi công nước ngoài đầu tiên của mình. Đến thời điểm tháng 8 năm 2019, hãng có một đội bay gồm tám máy bay Embraer 190. GX Airlines cũng có kế hoạch bắt đầu các chuyến bay đến Hồng Kông, Đài Loan, Ma Cao và các điểm đến tại Đông Bắc và Đông Nam Á.